# صفنيا بلات
صفنيا بلات هو محامي وقاضي وسياسي أمريكي، ولد في 27 مايو 1735 في هنتنغتون في الولايات المتحدة، وتوفي في 12 سبتمبر 1807 في بلاتسبورغ في الولايات المتحدة. انتخب عضو مجلس ولاية نيويورك ‏.